# Хасанья
Хасанья (рос. Хасанья) — село, підпорядковане місту Нальчик Кабардино-Балкарії Російської Федерації.
Орган місцевого самоврядування — міський округ Нальчик. Населення становить 10 829 осіб.

## Населення
| 1979 | 1989  | 2002    | 2010    |
| ---- | ----- | ------- | ------- |
| 5791 | ↗6523 | ↗10 190 | ↗10 829 |